# 伊集院俊方
伊集院 俊方（いじゅういん としかた）は、江戸時代中期の薩摩藩士。通称ははじめ後藤左衛門、後藤兵衛、後に平六。
示現流四代目の東郷実満の三男で、実勝、実賢の同母弟にあたる。
根白坂の戦いで戦死した伊集院日向忠兼の子孫である伊集院為兵衛俊陳の養子となった。

## 事績
兄の東郷位照と実勝が家督争いをきっかけにした不祥事のために遠島となり、その上、末弟の実賢が示現流を皆伝していなかったこともあり、示現流の弟子たちは東郷家の伝承が絶えることを恐れて、東郷実満に願い出て俊方に皆伝することを求めた。これは実満の本意ではなかったが、俊方に四段目を伝え、皆伝とした。
実満の死後、宗家となった実昉は実満から伝えられていない残りの打を、俊方より伝授された。東郷家の示現流の技術を絶やさず次代宗家に伝える役目を果たしたが、早世した。